# Rafael Arocena y Arbide
Rafael Arocena y Arbide (Arrancudiaga, Vizcaya, 24 de octubre de 1847 – Nueva York, Nueva York, 13 de junio de 1919) fue un importante agricultor de origen vasco. Uno de los pioneros en trabajar el algodón en la zona de La Laguna, junto con, su compatriota vascongado, Leandro Urrutia Galdames y, el santanderino, Santiago Lavín Cuadra. Arocena es un ejemplo de la generación de exitosos empresarios vascos que impulsaron la economía en el norte del país durante el porfiriato.

## Apellido Arocena
El linaje de Rafael Arocena aparece en Vizcaya del Valle y Anteiglesia de Ceberio, actualmente Barrio de Barbachano, por el oriundo Pedro de Barbachano, fundidor cuya casa apodaron Arocena. Palabra compuesta por “Arotz” que significa en euskera, o vasco, "carpintero" o "herrero"; y “ena” es un sufijo que significa “la casa de…” o “la propiedad de”. De sobrenombre del lugar, pasó a ser el segundo apellido distintivo de los Barbachano.
Los ascendientes de Rafael Arocena constantemente ocuparon “cargos de república”, cargos que sólo se concedían a personas con prestigio, de origen vizcaíno y de sangre noble.

## Familia y legado

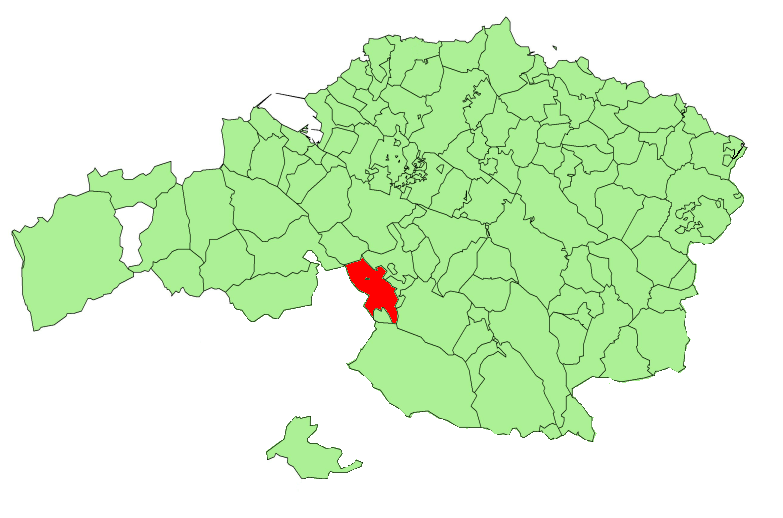
Arrankudiaga, Vizcaya

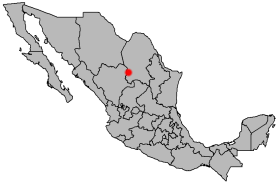
Torreón en La Laguna

En Lerdo, conoció a Ambrosia Ávila Torres, proveniente de Aguascalientes. Producto de esta relación fueron concebidos María Zeneida y Adolfo Arocena y Ávila. 
Su riqueza obtenida de la agricultura en La Laguna le permitió a su familia tener un estilo de vida acomodado. Su primera hija, María Zeneida Arocena y Ávila, estudió en prestigiosos colegios de España, Francia y Alemania, era una coleccionista y amante del arte, además dominaba varios idiomas; su colección contaba con muebles, libros, cuadros, esculturas y porcelanas. La colección aumento con los esfuerzos de su hija, Elvira Arocena de Belausteguigoitia y, el nieto, Eneko Belausteguigoitia Arocena. Toda esta colección conforma parte de la actual exhibición del Museo Arocena. Adolfo murió a los trece años de edad.
El conflicto revolucionario forzó a Arocena a abandonar el país y migrar a los Estados Unidos. Dejó sus negocios y propiedades a su sobrino y yerno, Francisco Arocena y John Brittingham Jr. Francisco incorpora, al manejo de los negocios heredados, a más vascos como Ángel Urraza. Acuerda nuevos contratos de aparcería y arrendamiento e impulsa sociedades agrícolas y mercantiles en La Laguna.
El 13 de junio de 1919 falleció don Rafael de Arocena y Arbide en Nueva York. Su cuerpo se encuentra en su tierra nativa, Arrancudiaga.

## Migración a México

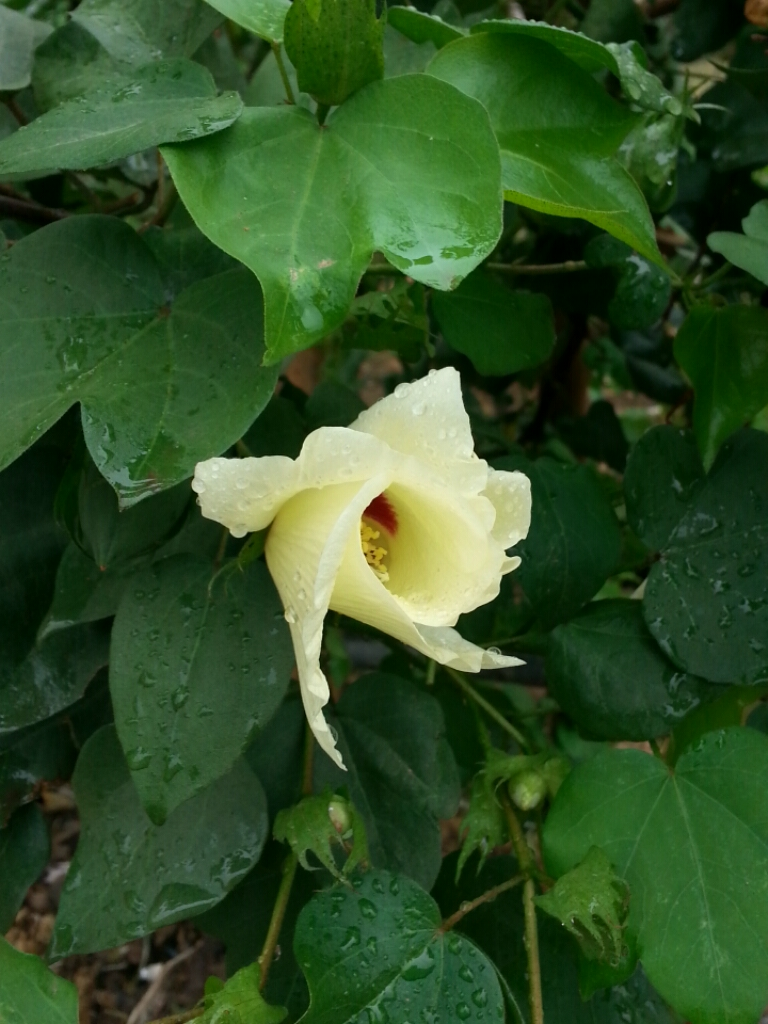
Flor de algodón

Se estima que llegó a México a la edad de veinte años, después del Segundo Imperio Mexicano, aproximadamente, en 1867. Se instaló en la Ciudad de México con sus parientes políticos los Muñuzuri, el parentesco provenía de la nupcia de su hermano Francisco Arocena y Arbide con Evarista de Muñuzuri y Murga.
Antero de Muñuzuri se había establecido para las mismas fechas (en 1867), en la Comarca Lagunera y había conseguido un lote de terreno en la Villa Lerdo de Tejada, donde instaló una fundición. Algunos afirman que la relación familiar y después comercial con este miembro de la familia Muñuzuri fue lo que lo llevó a La Laguna diez años después de su llegada.
Se unió con compatriotas vascos en el norte y esto le otorgaba liderazgo por la reputación de su familia; y su visión global, y cultura del trabajo, le permitieron ser un empresario exitoso que influía en los mercados de talla internacional como Nueva York.
Era propietario de la gran Hacienda de Santa Teresa. caracterizada por una enorme producción de algodón y cercanía a San Pedro de las Colonias También "participó en la industria azucarera, apoyó industrias relacionadas a los derivados del algodón e invirtió en instrumentos bursátiles y bienes raíces."

## Otros datos
Una calle de Torreón de la colonia los Ángeles fue nombrada Rafael Arocena en su honor. Otras cuatro calles llevan los nombres de españoles inmigrantes: Leonardo Zuloaga, Leandro Urrutia, Joaquín Serrano y Feliciano Cobián.